# Mizolastin
Mizolastin ist ein Arzneistoff, der als H1-Antihistaminikum vor allem bei symptomatischer Behandlung von Heuschnupfen, allergischer Bindehautentzündung und Urtikaria Anwendung findet.

## Chemie
Mizolastin ist ein Benzimidazol-Derivat und strukturell gesehen ähnelt es dem Astemizol. Dieser Wirkstoff ist ein spezifischer Antagonist, der die Histamin-H1-Rezeptoren blockiert. Er beeinflusst weder Adrenalin-, Acetylcholin- noch Serotonin-Rezeptoren. Mizolastin wurde 1998 vom Pharmakonzern sanofi-aventis entwickelt, der die Patentrechte jedoch auch an Schwarz Pharma veräußerte.

## Wirkung
Mizolastin ist ausschließlich für orale Aufnahme vorgesehen, wird relativ schnell resorbiert, so dass nach ca. 60 bis 90 Minuten ein maximaler Plasmaspiegel erreicht ist und die Wirkung hält dank der relativ langen Eliminationshalbwertszeit über 24 Stunden an. Die Affinität von Mizolastin zu den H1-Rezeptoren ist 10-mal größer als bei Cetirizin und etwa 20-mal höher als bei Loratadin.
Aufgrund des fehlenden Potentials, die Blut-Hirn-Schranke zu überwinden, wirkt es ausschließlich an peripheren H1-Rezeptoren, hat also im Gegensatz zu anderen Antihistaminika nahezu keine sedierende Wirkung, obwohl dennoch temporäre Müdigkeitserscheinungen auftreten können.
Offenbar besitzt Mizolastin auch die Fähigkeit, die Synthese von Leukotrienen zu hemmen, weshalb man ihm antiinflammatorische Eigenschaften zuspricht. Vereinzelt wurden Beeinflussungen des QT-Intervalls beobachtet, jedoch konnten bisher weder definitive Wirkungen auf das QT-Intervall nachgewiesen, noch Arrhythmien in Zusammenhang mit Mizolastin beobachtet werden.
Da Cytochrom-P450-Isoenzyme an der Metabolisierung von Mizolastin beteiligt sind, kommt es zu Interaktionen bei gleichzeitiger Applikation von CYP3A4-Hemmern, Ketoconazol sowie Erythromycin sind daher kontraindiziert.

## Pharmazie und Präparate
In klinischen Studien zeigte Mizolastin etwa vergleichbare Wirksamkeit mit Cetirizin und Loratadin. Es ist in Filmtabletten zu 10 mg erhältlich und in Deutschland rezeptpflichtig. Eine Applikation bei Kindern und schwangeren sowie stillenden Frauen ist aufgrund fehlender Untersuchungen nicht vorgesehen.
Die beiden Originalpräparate wurden unter den Namen Mizollen (Synthélabo) und Zolim (Schwarz Pharma) vertrieben – beide Marken gehören heute Sanofi.